# Marsico Nuovo
Marsico Nuovo ist eine italienische Gemeinde (comune) mit 3775 Einwohnern (Stand 31. Dezember 2023) in der Provinz Potenza in der Basilikata.

## Lage und Daten
Marsico Nuovo liegt 46 km südlich von Potenza im Tal des Agri. Die Ortsteile sind Pergola, Galaino, Camporeale und Calabritto. Die Nachbargemeinden sind Abriola, Brienza, Calvello, Marsicovetere, Padula (SA), Paterno, Sala Consilina (SA) und Sasso di Castalda.
Die Einwohner leben fast ausschließlich von der Landwirtschaft, angebaut wird Obst und Gemüse.

## Geschichte
Der Zeitraum der Entstehung des Ortes ist unbekannt, er liegt aber vor dem 12. Jahrhundert. Es gab bereits zur römischen Zeit Siedler in der Gegend. 1656 starb die Hälfte der Einwohner an der Pest. Durch ein Erdbeben wurden 1857 Teile der Stadt zerstört.

## Sehenswürdigkeiten
Die Kirche San Gianuario hat für die Gegend ein untypisches romanisches Portal. Im Ursprung stammt die Kirche aus dem 11. Jahrhundert. Eine weitere sehenswerte Kirche ist die Kirche San Michele Arcangelo. Der Aufbau der Kirche ist ähnlich der Kirche San Gianuario. Die Kathedrale des Ortes wurde bis 1121 erbaut. Die bereits im 7. Jahrhundert erbaute Kirche wurde bei einem Feuer im Jahre 1809 stark beschädigt und bis zum Jahr 1833 wieder aufgebaut. Weiter sehenswert ist der Palazzo arcivescovile.